# Neocladia emersoni
Neocladia emersoni är en stekelart som först beskrevs av Girault 1923.  Neocladia emersoni ingår i släktet Neocladia och familjen sköldlussteklar. Inga underarter finns listade i Catalogue of Life.